# جوزيف وليامز
جوزيف وليامز (بالإنجليزية: Joseph Williams) (1892 في المملكة المتحدة - 10 يوليو 1916 في فرنسا) هو لاعب كريكت بريطاني (وحمل سابقاً جنسية المملكة المتحدة لبريطانيا العظمى وأيرلندا). لعب مع Cheshire County Cricket Club ‏ ونادي مارليبون للكريكت ‏ وNational Counties Cricket Championship ‏.